# Белмањи
Белмањи (фр. Bellemagny) насеље је и општина у источној Француској у региону Алзас, у департману Горња Рајна која припада префектури Алткирх.
По подацима из 2011. године у општини је живело 192 становника, а густина насељености је износила 91,43 становника/km². Општина се простире на површини од 2,1 km². Налази се на средњој надморској висини од 340 метара (максималној 397 m, а минималној 320 m).

## Демографија
| 1962. | 1968. | 1975. | 1982. | 1990. | 1999. | 2011. |
| ----- | ----- | ----- | ----- | ----- | ----- | ----- |
| 112   | 124   | 125   | 122   | 157   | 177   | 192   |

График промене броја становника у току последњих година